# Orde van de Eregezellen (Barbados)
In navolging van de Britse Orde van de Eregezellen van het Verenigd Koninkrijk heeft ook Barbados een "Orde van de Eregezellen" ingesteld. Deze Orde is onderdeel van de "Orde van Barbados".
Deze in 1985 door de Koningin van Barbados, Elizabeth II ingestelde Orde van de Eregezellen van Barbados (Engels:"Order of the Companions of Honour of Barbados") heeft, net als het voorbeeld, één enkele rang.
De leden plaatsen de letters "CHB" achter hun naam.
Het lint is blauw en goud in horizontale banen.